# 西谷修一
西谷 修一（にしたに しゅういち、12月25日 - ）は、日本の元男性声優。静岡県出身。

## 経歴
以前はリマックスに所属していた。
2020年4月12日の自身のTwitterで、同年3月をもって声優業を引退したことを表明した。1年ほど前から発話に違和感があり、医療機関を受診するも症状が悪化していき、それまで無期限の休業をとっていた。

## 出演
太字はメインキャラクター。

### テレビアニメ
2014年
- Blade&Soul（村長）
- 金田一少年の事件簿R（客）
- ノブナガ・ザ・フール（声B）
- 白銀の意思 アルジェヴォルン（役員）

2015年
- アルドノア・ゼロ（基地オペレーター）
- グリザイアの迷宮（テロリストC）
- アルスラーン戦記（2015年 - 2016年、兵士） - 2シリーズ
- 食戟のソーマ（2015年 - 2017年、スタッフA、通勤客B、男性客A、お客B、店主 他） - 3シリーズ

2016年
- アクティヴレイド -機動強襲室第八係-（警官A、犯人B） - 2シリーズ
- 機動戦士ガンダム 鉄血のオルフェンズ（2016年 - 2017年、ギャラルホルンオペレーター、地平線団オペレーター、革命軍兵士、アリアンロッド兵士） - 2シリーズ
- ブブキ・ブランキ（ブブキ警官、執事） - 2シリーズ
- 斉木楠雄のΨ難（2016年 - 2018年、男子生徒B、五味寛、先生） - 2シリーズ
- Occultic;Nine -オカルティック・ナイン-（通行人、組織の男性）

2017年
- 風夏（プロデューサー、スタッフ）
- クラシカロイド（2017年 - 2018年、教授、店員A） - 2シリーズ
- うらら迷路帖（小梅父）
- GRANBLUE FANTASY The Animation（帝国兵C）
- ID-0（Iマシン兵）
- サクラクエスト（木春惣一郎）
- ナイツ&マジック（ゲパード、騎士、兵士C、副官）
- 魔法陣グルグル（村人A、道具屋、村長）
- 戦姫絶唱シンフォギアAXZ（黒服A）
- ちびまる子ちゃん（桑田、ヒデキ）
- 妖怪アパートの幽雅な日常（老婆A）
- ブレンド・S（客、警察官）
- キノの旅 -the Beautiful World- the Animated Series（警察官B）

2018年
- キリングバイツ（観客）
- アイドリッシュセブン（プロデューサー）
- 覇穹 封神演義（妖怪）
- ソードアート・オンライン オルタナティブ ガンゲイル・オンライン（プレイヤー、Clint）
- ガンダムビルドダイバーズ（アンジー）
- ハイスクールD×D HERO（歴代赤龍帝）
- 七星のスバル（老執事、執事）
- Back Street Girls -ゴクドルズ-（谷村）
- ハイスコアガール（田口）
- Phantom in the Twilight（ラジオ音声A）
- イナズマイレブン オリオンの刻印（シン・レウォン）
- となりの吸血鬼さん（田辺さん）

2019年
- ガーリー・エアフォース（黒服、オペレーター）
- けだまのゴンじろー（山賊、ツッパリ(1)）
- なむあみだ仏っ!-蓮台 UTENA-（アーシャの父）

### 劇場アニメ
- 劇場版 蒼き鋼のアルペジオ -アルス・ノヴァ- DC（2015年）
- 心が叫びたがってるんだ。（2015年、田中[5]）
- 劇場版 幼女戦記（2019年、兵士）
- きみと、波にのれたら（2019年、警官(1)）

### ゲーム
2013年
- 圧倒的遊戯 ムゲンソウルズZ

2014年
- デュラララ‼︎Relay

2015年
- 憂世ノ志士（西郷隆盛）
- 憂世ノ浪士（西郷隆盛）

2017年
- 真・女神転生 DEEP STRANGE JOURNEY（ライアン）

2018年
- 真紅の焔 真田忍法帳

#### オンラインゲーム
- KRITIKA（伝説の鍛冶屋ゴードン、メダル交換補給官フライアー、行商人ティングリ＆タングリ）[7]
- 里見八犬伝 浜路姫之記（氷垣夏行）
- ジェネラルギア〜反撃の神機〜（ロイド・ダイアン）
- マビノギ英雄伝（インクイジター）
- アラド戦記（ノードローグ、モルトゥス）

### ドラマCD
- 恐怖怪談オウマガトキ其之八（監察医 役）

### 吹き替え

#### 映画
- アメイジング・スパイダーマン（ロドリゴ・ゲバラ）
- アナコンダ vs. 殺人クロコダイル（アンドリュー）
- アリー/ スター誕生（リッチー[8]）
- インビジブル 暗殺の旋律を弾く女（ナイル〈ジェームズ・コスモ〉）
- 王様のためのホログラム（ブラッド）
- ガーディアン（ルディ〈モーリッツ・ブライブトロイ〉）
- 観相師 -かんそうし-（ハン・ザン）
- ギャロウ・ウォーカー 煉獄の処刑人（牧師）
- 96時間/レクイエム
- 恋する輪廻 オーム・シャンティ・オーム（ラジェ・カプール〈ジャーヴェード・シェイク〉）
- ザ・アウトロー（ドニー・ウィルソン〈オシェア・ジャクソン・Jr〉）
- ザ・グラビティ（ボルナーク）
- ザ・シューター 大統領暗殺（ピート）
- ザ・ボディガード（リチャード〈アレン・リーチ〉[9]）
- サード・パーソン（ゲリー）
- ジュマンジ/ウェルカム・トゥ・ジャングル（バイク兵3[10]）
- スコーピオン・キング4（ボリス〈ブランドン・ハーデスティ〉）
- スパイダー・シティ（英語版）（クランドル少佐〈グラレン・ブライアント・バンクス〉）
- スパイダーマン:ホームカミング（歴史の男性教師[11]）
- スマイル、アゲイン（カール〈デニス・クエイド〉）
- 戦場のメロディ（チョ上士〈イ・ジュニョク〉）
- セントラル・インテリジェンス（カルヴィン・ジョイナー〈ケヴィン・ハート〉）
- 操作された都市（龍の使い〈キム・ミンギョ〉）
- トゥームレイダー ファースト・ミッション（森の作業員[12]）
- ナタリー（シュテファン）
- ニック/NICK狼の掟（ヤルシン）
- ニンジャ・アベンジャーズ（マイク）
- バンブルビー（若いシモンズ[13]）
- ブライド・ウエポン（オーナー）
- ブレンダン・フレイザーのエリートをぶっとばせ（レオ〈ブレンダン・フレイザー〉）
- ペーパーボーイ 真夏の引力（タイリー）
- ベイビー・メイク 私たちのしあわせ計画（ビッケリー先生）
- マガディーラ 勇者転生（ハルシャの友人[14]）
- 魔法にかけられたエラ 魔法の国のプリンセス（チャー王子〈ヒュー・ダンシー〉）※Netflix版
- ミッション:インポッシブル/フォールアウト（配達人[15]）
- 皆殺しの流儀（チャーリー）
- ランズエンド 闇の孤島（レニー・フェアバーン〈ブライアン・コックス〉）
- ランダム 存在の確率（ヒュー）
- ランナーランナー（アンドリュー）
- リベンジ・フォー・ジョリー 愛犬のために撃て!（トーマス〈イライジャ・ウッド〉）
- 恋愛だけじゃダメかしら?（ラムジー・クーパー〈デニス・クエイド〉）

#### ドラマ
- アメリカン・ゴシック 〜偽りの一族〜
- アローバース（カーター・ホール / ホークマン〈フォーク・ヘンチェル〉、クエル・ドックス / ブレイニアック・５〈ジェシー・ラス〉）
  - ARROW/アロー(カーター・ホール / ホークマン)
  - THE FLASH/フラッシュ(カーター・ホール  / ホークマン)
  - レジェンド・オブ・トゥモロー(カーター・ホール/ホークマン)
  - SUPERGIRL/スーパーガール(クエル・ドックス / ブレイニアック・５〈ジェシー・ラス〉)※シーズン４ エピソード11まで
- イップ・マン（イェン・チュンライ〈リュウ・ハイロン〉）※ファン・シャオテン監督、ケビン・チェン主演のテレビドラマ版[16]
- エクスタント
- エメラルドシティ（エイモン〈ミド・ハマダ〉）
- クワンティコ/FBIアカデミーの真実（ケイレブ・ハース〈グレアム・ロジャース〉）
- 刑事フォイル（整備兵）
- 賢后 衛子夫
- 項羽と劉邦 King's War（酈食其）
- 後宮の涙（陸賈）
- XIII サーティーン：ザ・シリーズ
- 13の理由（モンゴメリー・デラクルス）
- シンイ-信義-（トルベ〈カン・チャンムク〉）
- ストレイン 沈黙のエクリプス（ライル市長、コワルスキー警部）
- 曹操（何顒、段珪、張慕天、皇甫嵩、周毖、李儒、曹洪、田豊、喬瑁、張温、于禁、袁譚、高順、王子服、吉平、淳于瓊）[17]
- ダニーのサクセス・セラピー（ジーノ）
- 朝鮮ガンマン
- TWO WEEKS（コ・マンソク〈アン・セハ〉）
- 二人の王女
- 華政（カン・イヌ〈ハン・ジュワン〉[18]）
- 不良〈ヤンキー〉ですね（マンプク）
- 名探偵ポワロ（ヘイデン）
- 夜警日誌（キサン君〈キム・フンス〉[19]）
- やってないってば!（DJエディY）
- 私たち結婚できるかな?（チャン・ミノ〈キム・ジンス〉）
- 私の恋愛のすべて（ムン・ボンシク〈コン・ヒョンジン〉）

#### アニメ
- アーチボルドの大冒険（セイジ）
- ジャングル・シャッフル（チューイ）
- チャギントン（フレッチ[20]）
- デンジャー&エッグ 〜なかよし2人のおかしな大冒険〜（英語版）（フィリップ）
- ドラゴン・パンダ（ラン・ハオユー/魔王）
- トロールズ（グリスル〈声：クリストファー・ミンツ＝プラッセ〉）
- ハイ・ホー7D（くしゃみ）
- ルーニー・テューンズ・ショー（ロドニー）
- ワクフ（クリス・クラス）
- モンスター・ホテル ザ・シリーズ（ペドロ〈初代〉）

### 特撮
- 獣電戦隊キョウリュウジャーブレイブ（2017年、ジナリックの声[21]）

### ナレーション
- タカラトミー「ぼくはプラレール運転士新幹線でいこう!」
- タカラトミー「ブリッとでるワン」
- U.M.Vアイドルお取り寄せ大使
- Nikon　非接触マルチセンサー3D計測システム「HN-6060」
- 桐生ナイター
- ドリーム²クリエイター(おーくまねこ。名義)
- 全力!ネットユーザーつくり場〜集まれドリームクリエイター〜(おーくまねこ。名義)

### ボイスオーバー
- BS世界のドキュメンタリー

### 舞台
- 見よ、飛行機の高く飛べるを（青田作治 役）

### その他コンテンツ
- 歌のあるガムプロジェクト
- 東京モーターショー「耳car」（トラック 役）
- ニコニコ超パーティー（おーくまねこ。名義）
- ハピネスチャージプリキュア!ミュージカルショー（メリーゴーラウンド サイアーク）
- 小学館 うごくまんがデジコロ「でんぢゃらすじーさん邪 」（ゲベ、警官、ゴリラ）
- TOMOTOON「ヤハべえ」（戦車兵）